# Forests mixtes de la plana del riu Groc
Les forests mixtes de la plana del riu Groc són una ecoregió de l'ecozona paleàrtica, definida pel WWF (codi d’ecorregió: PA0424), situada a la Xina.

## Territori
Si hom recull un grapat de terra de la plana del riu Groc (Huang He), és probable que el que tenim a les nostres mans hagi estat transportat aigües avall del riu Groc des dels turons de loess del nord-centre de la Xina. Aquests jaciments rics en sediments indiquen que la plana nord-xinesa és especialment fèrtil i adequada per a l’agricultura. Com que aquesta zona es conrea durant tant de temps, s'han eliminat la majoria dels boscos mixtes del riu Groc, però l'ecoregió encara conté una àmplia gamma d'hàbitats. Les zones humides presents aquí, per exemple, constitueixen una parada de descans i vituallament per a moltes aus migratòries.

## Flora
Els petits fragments de bosc original consisteixen principalment en arbres de fulla caduca com roures, oms i festucs. No obstant això, gairebé tots aquests boscos han estat substituïts per boscos de pi roig. Les coníferes i els xiprers creixen a les muntanyes més altes. Les coníferes natives i altres espècies de pi i làrix s'han introduït d'altres zones i ara creixen en lloc de la coberta forestal original. Durant el Plistocè, l’època que va començar fa uns 1,6 milions d’anys i va acabar fa uns 10.000 anys, la península de Shandong va estar connectada a la península Daliana, situada més al nord. Com a resultat, hi ha boscos característics del nord-est de la Xina, amb roures nadius, til·lers i coníferes, juntament amb espècies introduïdes.
L'ecoregió forestal mixta de la plana d'Huang He s'expandeix cap a l'est a mesura que les inundacions del riu Groc s'eixamplen a mesura que s'acosten a la mar. Al sud, aquesta ecoregió s'interposa imperceptiblement a la plana inundable del baix riu Changjiang (Yangtze). La divisòria hidrogràfica es divideix entre els extrems inferiors d’aquests dos grans rius que és prou baixa que han estat connectats durant segles per canals de navegació. La major part d'aquesta ecoregió és ocupada per la plana de la Xina del Nord, una àrea d'al·luvions recents on la mida de les partícules i porositat del substrat varien amb el pendent del sòl. Moltes àrees, fins i tot aquelles més a l’interior, experimenten salinització del sòl. Alguns turons baixos i muntanyes s'aixequen al sud del riu Groc, i en la rocallosa península de Shandong, aquí inclosa. A l'est, els turons són sovint de menys de 300 metres (m) d'altitud. A l'oest, el pic més alt, Taishan, s'eleva fins als 1.524 m. Aquestes muntanyes són molt més antigues que les de la Xina occidental, contenint roques metamòrfiques del Període Cambrià.
Estius càlids i humits, hiverns freds i sòls favorables produeixen boscos de fulla fulla caduca. Aquestes forests hom pensa que han existit a l'àrea en el passat, tot i que fa segles, si no mil·lennis, han estat pràcticament extirpats. Els turons propers també es veuen fortament alterats, però conserven alguns vestigis de la coberta original del bosc. La vegetació natural de la península de Shandong inclou boscos dominats pels roures caducifolis, Quercus acutissima i Q. variabilis, amb altres espècies arbòries incloent l’om (Ulmus spp.), El pistatxo (Pistacia chinensis) i les coníferes (Pinus tabulaeformis). Avui els boscos originals han estat substituïts per una coberta secundària de pi roig (P. densiflora).
La part nord-est de la península de Shandong estava connectada a la península Dalian, al nord de la província de Liaoning, durant el Plistocè. Actualment, encara hi ha alguns arbres del bosc del nord característics del nord-est de la Xina. Les espècies arbòries característiques són el Quercus mongolica, Tilia spp. i Corylus heterophylla. Els boscos secundaris de la península de Shandong tendeixen a donar suport a coníferes autòctones com Pinus armandi, P. tabulaeformis o diverses altres espècies de pins (Pinus spp.) i alerços (Larix spp.), espècies que s'han introduït d'altres zones. A aquesta coberta hi ha també el roure Q. variabilis.
Les muntanyes més altes, a l’interior del continent suporten paratges forestals mixtes dominats per P. tabulaeformis (per sota dels 700 m) i el xiprer Platycladus orientalis (per sobre dels 700 m).

## Fauna
La península de Shandong és una zona de nidificació d’ocells protegits com l'àguila marina (Haliaeetus albicilla) i el Pioc salvatge eurasiàtic (Otis tarda). Les reserves naturals de Rongcheng i Nansi Hu són visitades per aus aquàtiques migratòries, incloses cignes, grues i bec de serra de la Xina (Mergus squamatus). Els mamífers protegits d’aquesta ecoregió inclouen lleopards (Panthera pardus) i cérvols sika (Cervus nippon). La península de Shandong és un lloc de nidificació per a aus marines i hivernació per a aus migratòries; També hi ha vuit espècies de plantes considerades en perill d'extinció.

## Conservació
L'extensió limitada de terrenys protegits existents en aquesta regió està actualment coberta per matolls i praderies secundàries. No hi ha cap protecció per als tipus de vegetació autòctona, com ara els boscos caducifolis i les praderies pantanoses. A més de la destrucció de l’hàbitat, la caça i l’ús intens de pesticides també són amenaces per a les poblacions de vida salvatge.